# Dattatreya Ramachandra Kaprekar
Dattaraya Ramchandra Kaprekar (Dahanu, 17 gennaio 1905 – Deolali, 6 giugno 1986) è stato un matematico indiano, che ha ottenuto diversi risultati di Teoria dei numeri, tra i quali una costante e una classe di numeri a cui ha dato il nome.
A lui si deve anche la definizione dei numeri di Harshad. Pur non avendo alcuna formazione post laurea e lavorando come insegnante, pubblicò diversi articoli scientifici e divenne noto nei circoli di Matematica ricreativa.

## Biografia
Kaprekar studiò presso la scuola superiore di Thane ed il Fergusson College di Pune. Nel 1927 vinse il premio Wrangler R. P. Paranjpe Mathematical per l'originalità del suo lavoro nel campo della Matematica.
Successivamente frequentò l'Università di Mumbai, laureandosi nel 1929. Poiché non ebbe mai una formazione accademica superiore, per tutta la sua carriera (1930-1962) lavorò come insegnante nella scuola di Nashik nella regione indiana del Maharashtra.
Pubblicò diversi articoli su argomenti, allora considerati di matematica ricreativa, quali i decimali ricorrenti, i quadrati magici ed interi con proprietà speciali.